# 富平站 (中国)
富平站位于中华人民共和国陕西省渭南市富平县，是咸铜铁路上的一个铁路车站，始建于1939年，建成于1941年，启用于1942年。现为中国铁路西安局集团铜川车务段管辖的三等站，办理客货运业务。

## 历史
- 1939年，陕西省政府与陇海区铁路管理局达成修筑咸阳至铜川间铁路的协议，富平站开工建设[6]；1941年11月，富平站随咸铜铁路建成通车[1]，并于1942年春正式运营。[3]
- 1970年前后，富平站扩建了南北客货站台及货运仓库，并将站台与南部货场全部铺设了水泥地面。西安铁路分局驻富平的三原工务段富平领工区、西安电务段富平工区、西安生活段富平公寓、西安水电段富平给水所等单位，均建有各自的生活及职工、家属工房等设施。[3]
- 1980年后，全站区从车务、客货运输、机械化装卸、线路维修、通讯信号维修、水电供应、乘务员的生活保障以及站区的安全警卫等，已形成了完备的组织系统。[3]
- 2001年，咸铜铁路阎良至铜川段停止了铁路客运，富平站因在此区段内也随之关闭。[7]
- 2021年9月15日，由“复兴号”动集列车担当的D5291次列车驶入富平站，至此全陕西省实现了各地市“复兴号”全覆盖。[7]

## 站线配置
富平站共有4条到发线（含1条正线），有效长度达850米。车站共1座货运站台和1座客运站台，其中货运站台对侧设有1条长685米的货物线，同侧设有301库专用线。
- 车站站台上的方向指示牌
- CR200J-1050担当的C235次列车驶入富平站客运站台。旁边停靠着货运列车的车厢